# Wapen van Kirgizië
Het wapen van Kirgizië, hier rechts afgebeeld, bevat een adelaar, bergen en (net als de Kirgizische vlag) een zon met veertig stralen. Deze stralen symboliseren de veertig stammen van het land. De letters in het wapenschild staan voor Kirgizische (boven) Republiek. Het schild is aangenomen op 14 januari 1994.
Het hier links afgebeelde wapen was in gebruik toen Kirgizië een deelrepubliek van de Sovjet-Unie was. Het was in gebruik vanaf 23 maart 1937.